# Ночь в Роксбери
«Ночь в Роксбери» (англ. A Night at the Roxbury) — комедия Джона Фортенберри, снятая по мотивам скетчей «The Roxbury Guys» из программы «Saturday Night Live». В этих скетчах Уилл Феррелл и Крис Каттан играли двух братьев, которые в костюмах из вискозы ездят по ночным клубам, пытаясь снимать девушек. Их «фишка» — дёргать головой в ритм песни «What Is Love» группы Haddaway, которая играет на протяжении каждого скетча.
Часто к двум братьям присоединялся третий «брат», который вёл себя так же. Его роль играла приглашённая знаменитость. Наибольшую популярность приобрёл выпуск с участием Джима Керри; роль «брата» также исполняли Том Хэнкс, Мартин Шорт, Алек Болдуин и Сильвестр Сталлоне. В скетчах также принимали участие Джек Николсон, Хелен Хант, Памела Андерсон, Камерон Диас, Стив Мартин, Дэн Эйкройд.

## Сюжет
Два брата-мажора — Даг и Стив — являются «гламурными парнями» того времени (80-х и 90-х годов). Они носят элегантные яркие костюмы, золотые и серебряные цепи. Они любят музыку и, слыша её, не могут удержаться от танца. Братья направляются в Роксбери — самый дорогой и недоступный для них ночной клуб Лос-Анджелеса. По пути в клуб их останавливает женщина-полицейский, а потом охранник-вышибала и их попытка попасть туда завершается неудачей. Следующим утром Даг и Стив, как всегда, помогают работать своему отцу по имени Кэмэл, который является владельцем цветочного магазина. Наплевав на отца, они снова придумывают план посещения Роксбери. Даг, работая продавцом, использует кредитные карточки, чтобы поговорить с милой девушкой-оператором. После этого отец отчитывает его за пустую трату рабочего времени. Когда братья начинают грузить машину, девушка из соседнего магазина, Эмили, находит своего друга Стива. Родители Стива и Эмили хотят для укрепления семейного бизнеса поженить их.
Немного позже Стив и Даг посещают спортзал, где встречают старого друга, Крэйга. На пляже братья снова размышляют о Роксбери, по пути неудачно знакомясь с девушками. Пока семьи Бутаби и Сандерсонов общаются, Стив и Даг пытаются незаметно покинуть свой дом, но отец рассекречивает их план и забирает ключи от машины. Всё-таки они выбираются на служебной машине. Всё тот же вышибала не пропускает братьев и они решают для себя найти другой клуб. Сзади в них случайно врезается машина, за рулем которой сидит не кто иной, как Ричард Греко с девушкой. Братья покачивают головами и Греко подозревает, что с ними не всё в порядке. Ричард приглашает Стива и Дага в Роксбери. В клубе Греко знакомит братьев с владельцем клуба, мистером Задиром. Даг и Стив приглашают двух девушек потанцевать под музыку «This is your night».
В лимузине владелец клуба с квартетом заезжают в супермаркет. Даг находит возможность снова пообщаться со своей девушкой, которая подтвердила сканирование карточки покупателя. Вскоре Задир приглашает братьев в свой особняк. Девушки дарят свои телефоны и ночь Стиву и Дагу. Утром они приходят на работу, где отец ругает их за то, что те бьют баклуши. Эмили застаёт своего друга, братья уезжают в офис к Задиру. Охрана их выгоняет и девушки их бросают, поскольку Стив и Даг милых дам обманывали.
В спортзале Эмили застаёт Стива и приглашает его сходить в кино, даря поцелуй. Вскоре они занимаются любовью и Стив случайно делает ей предложение. Даг приглашает Крейга в Роксбери. Готовясь к свадьбе, Даг расстроен за брата. Стив приглашает Крэйга как друга жениха и надевает своё кольцо Эмили. Но перед тем как Эмили успевает надеть кольцо Стиву, звучит музыка «What is Love», которую включил Даг. Всем не нравится эта музыка. Стив начинает качать головой и, отказываясь от свадьбы, уходит с Дагом. Крэйг делает предложение Эмили прямо на свадьбе Стива. Даг извиняется перед братом и они мирятся. Греко объясняет отцу Стива, что в браке с Эмили Стив не был бы счастлив.
Братья снова направляются в Роксбери, где становятся желанными гостями Задира. Они встречают свои вторые половинки: Даг — девушку-оператора, а Стив — сексуальную полисменку, которых приглашают потанцевать.

## В ролях
- Уилл Феррелл — Стив Бутаби
- Крис Каттан[англ.] — Даг Бутаби
- Дэн Хедайя — Кэмэл Бутаби
- Лони Андерсон — Барбара Бутаби
- Молли Шеннон — Эмили Сандерсон
- Дуэйн Хикмэн — Фред Сандерсон
- Мари Читэм — Мэйбл Сандерсон
- Лохлин Манро — Крэйг
- Ричард Греко — в роли самого себя
- Кристен Дэлтон — девушка Греко
- Дженнифер Кулидж — сексуальная полисменка
- Мередит Скотт Линн — девушка-оператор
- Элиза Донован — Кэмби
- Жижи Райс — Вивика
- Майкл Кларк Дункан — вышибала в клубе Роксбери
- Колин Квинн — Доуи
- Ева Мендес — подружка невесты
- Чезз Палминтери — Бенни Задир
- Вивека Полин — девушка, сидящая за «Порше»

## Саундтрек
Официальный саундтрек смикширован в режиме нон-стоп.
| №. | Название                                      | Композитор/артист      | Длительность |
| -- | --------------------------------------------- | ---------------------- | ------------ |
| 1  | «What Is Love» (7" mix)                       | Haddaway               | 3:53         |
| 2  | «Bamboogie»                                   | Bamboo                 | 3:15         |
| 3  | «Make That Money» (Roxbury remix)             | Robi Rob’s Club World  | 3:51         |
| 4  | «Disco Inferno»                               | Cyndi Lauper           | 3:18         |
| 5  | «Da Ya Think I’m Sexy?»                       | N-Trance & Rod Stewart | 3:25         |
| 6  | «Pop Muzik»                                   | 3rd Party              | 3:05         |
| 7  | «Insomnia» (Monster mix)                      | Faithless              | 6:45         |
| 8  | «Be My Lover» (Club mix)                      | La Bouche              | 5:35         |
| 9  | «This Is Your Night»                          | Amber                  | 3:52         |
| 10 | «Beautiful Life»                              | Ace of Base            | 3:11         |
| 11 | «Where Do You Go» (Ocean Drive mix)           | No Mercy               | 7:21         |
| 12 | «A Little Bit of Ecstacy»                     | Jocely Enriquez        | 3:59         |
| 13 | «Careless Whisper» (Original mix)             | Tamia                  | 5:27         |
| 14 | «What Is Love» (Refreshmento Extro Radio mix) | Haddaway               | 3:43         |

В фильме также звучат композиции «Stayin' Alive» — Bee Gees и «Everybody Hurts» — R.E.M.

## Отзывы
Фильм получил в основном негативные отзывы кинокритиков. На Rotten Tomatoes положительными оказались 11 % рецензий. На Metacritic фильм получил 26 баллов из 100 на основе 14 обзоров. Роджер Эберт оценил картинку в 1 звезду из 4-х.